# Vejen til et nyt Sydafrika
|  | Denne artikel er oprettet af botten PalnaBot ud fra en ekstern database. Den kan derfor have sproglige fejl eller mangler. Denne skabelon kan fjernes efter kontrol af indholdet. |

Vejen til et nyt Sydafrika er en dokumentarfilm instrueret af Niels Frid-Nielsen efter manuskript af Niels Frid-Nielsen.

## Handling
Vi er i Sydafrika et år efter det hvide apartheidstyres fald, og afholdelsen af de første demokratiske valg har fundet sted. Men den nye regering står overfor enorme problemer, som det tidligere regime har skabt. Et af dem er, at halvdelen af den sorte befolkning ikke kan læse og skrive - og mange af dem lever som arbejdsløse. I Capetowns slumbyer leder den 30-årige Iwy et beskæftigelsesprojekt for sorte gadebørn, og vi møder en række unge sorte, der fortæller om deres uddannelse og fremtidsdrømme. Undervisningsminister Bengu udtaler filmens pointe: "Et demokrati kan ikke fungere, hvis borgerne mangler uddannelse. Derfor ser vi undervisning som nøglen til hele landets succes."